# Канто дел Ронко (Бергамо)
Канто дел Ронко је насеље у Италији у округу Бергамо, региону Ломбардија.
Према процени из 2011. у насељу је живело 5 становника. Насеље се налази на надморској висини од 835 м.